# Maria Manuela af Portugal
Maria Manuela af Portugal (født 15. oktober 1527, død 12. juli 1545) var en portugisisk infantinde, der var fyrstinde af Asturien og hertuginde af Milano. Hun var datter af Kong Johan 3. af Portugal i hans ægteskab med Katharina af Kastilien og var præsumptiv tronarving til den portugisiske trone fra 1527 til 1535. Hun blev gift med den spanske tronfølger, den senere Filip 2. af Spanien, i 1543 som hans første hustru. Hun blev mor til Don Carlos i 1545 men døde få dage efter fødslen.